# Подорванный, Евгений Леонидович
Евгений Леонидович Подорванный (род. 9 апреля 1978, Жданов, Украинская ССР, СССР) — украинский баскетболист, атакующий защитник.

## Биография
Родился 9 апреля 1978 года в Жданове Украинской ССР.
Выступал на позиции атакующего защитника за баскетбольные клубы «Азовмаш», «Николаев», «Сумыхимпром». Мастер спорта Украины.
В 2000-х годах был членом национальной сборной Украины. В 2005 году в составе сборной стал серебряным призёром Универсиады в Турции.
После завершения спортивной карьеры работает тренером.

## Достижения

### В составе сборной
- Серебряный призёр Универсиады 2005

### Клубные
- 4-кратный чемпион Украины (2005/2006, 2006/2007, 2007/2008, 2009/2010)
- 2-кратный обладатель Кубка Украины (2005/2006, 2007/2008).
- Серебряный призёр Кубка Украины 2000/2001